# ライアン・リチャーズ

ライアン・リチャーズ（英語: Ryan Richards、1991年4月21日 - ）は、イギリスのプロバスケットボール選手。首都ロンドン出身。ポジションはパワーフォワード。211 cm、104 kg。

## 来歴
2009年からスペイン男子プロバスケットボール1部リーグリーガACBのCBグラン・カナリアでプロデビューし、2010年のNBAドラフトで2巡目49位でサンアントニオ・スパーズに指名されたが、契約はせずスペインでプレーを続けた。2012年NBAサマーリーグにスパーズから参加した。
2012年11月6日、ポーランドのアセコ・ジニアと契約した。
2013年2月にツェプター・ヴィエナに移籍した。2013年9月に, アラブ首長国連邦の首長国ドバイにホームを置くアル・ナスルSCと同じクラブのバスケットチームに入団した。2013年11月、Ikaros Chalkidasと契約した。2014年7月14日、ツェプター・ヴィエナに戻った が、10月21日、ヴィエナを退団し、3日後、ハンガリーのBC・ケルメンド契約した。
2015年４月17日、イラン・バスケットボール・スーパーリーグのアザド・ユニバーシティ・テヘラン・ＢＣと契約した が、 6月17日、中国ナショナルリーグへ移籍した。
2015年10月28日、イラン・バスケットボール・スーパーリーグのシャーダリ・ゴーガン・BCと契約した。
2016年9月26日、NBAのサンアントニオ・スパーズとトレーニングキャンプ契約を結び、ロースター入りに挑んだ が、29日に解雇された。
2021-22シーズンはB2青森ワッツと契約した。
2022-23シーズンはB3山口ペイトリオッツと契約した。
2024年2月16日にB3しながわシティと契約した。

## 個人成績
| シーズン   | チーム | GP | GS | MPG  | FG%   | 3P%   | FT%   | RPG  | APG | SPG | BPG | TO  | PPG  |
| ---------- | ------ | -- | -- | ---- | ----- | ----- | ----- | ---- | --- | --- | --- | --- | ---- |
| B3 2022-23 | 山口   | 41 | 37 | 33.6 | 44.0% | 19.6% | 68.5% | 11.6 | 2.9 | 0.4 | 0.2 | 3.3 | 18.2 |
| B3 2023-24 | 品川   | 9  | 1  | 13.6 | 46.8% | 14.3% | 83.3% | 3.3  | 0.7 | 0.3 | 0.0 | 1.6 | 9.8  |